# Culex barraudi
Culex barraudi är en tvåvingeart som beskrevs av Edwards 1922. Culex barraudi ingår i släktet Culex och familjen stickmyggor. Inga underarter finns listade i Catalogue of Life.